# 姜国文
姜国文（1957年9月—），男，汉族，黑龙江克山人，中华人民共和国政治人物。黑龙江省委党校经济管理专业在职研究生毕业，法学学士。曾任哈尔滨市政协主席、党组书记。

## 经历
1975年7月参加工作，1980年8月加入中国共产党。历任黑龙江省经贸厅政工处科长，黑龙江省经贸厅政工处、人事教育处副处长，黑龙江省外经贸委人事处处长，黑龙江省对外贸易经济合作厅人劳处处长，黑龙江省对外贸易经济合作厅副厅长、党组成员，黑龙江省人民政府副秘书长。
2006年12月16日至2016年3月1日任中共哈尔滨市纪委书记，2012年1月16日至2016年1月21日任中共哈尔滨市委副书记。2016年1月，任黑龙江省哈尔滨市政协主席、党组书记。2019年9月，因涉嫌严重违纪违法，接受中央纪委国家监委纪律审查和监察调查。2019年11月被撤销第十三届全国政协委员职务。
2020年11月12日，内蒙古自治区呼伦贝尔市中级人民法院一审公开开庭审理姜国文受贿一案，呼伦贝尔市人民检察院起诉指控：2005年至2019年，被告人姜国文利用职务上的便利，或者利用其职权、地位形成的便利条件，为他人谋取利益，非法收受他人所送财物，共计折合人民币1.0395亿余元。姜国文当庭表示认罪悔罪。

## 相关人物
- 赵铭
- 王铁强
- 刘兴东